# Nicolás Mihovilović Rajčević
Nicolás Mihovilović Rajčević (Punta Arenas, 25. veljače 1916. – Quilpue, Santiago, 31. srpnja 1986.) je čileanski književnik hrvatskog podrijetla. Dijete je hrvatskih iseljenika koji su se rodili u Hrvatskoj, a doselili u Čile početkom 20. stoljeća. Otac je iz Škripa, a mati iz Pučišća. 
Stariji je brat čileanskog književnika Dominga Mihovilovića Rajčevića.
Nicolás Mihovilović Rajčević je inovirao čileansku književnost. Osobito se to odnosi na književnost čileanskog juga. Njegova novina je ta što je uveo gradsku tematiku. Čilski pisac Francisco Coloane pohvalio je Mihovilovića kao osobu koja je najbolje opisala pampu u Magallanesu. Hrvatska tematika prožima sva Mihovilovićeva djela, prije svega hrvatski iseljenici na čileanskom krajnjem jugu.
Napisao je tri romana koji čine trilogiju. Bave se osobama iz Magallanesa. Osim tih romana objavio je zbirku kratkih priča.
Bio je sudionikom ¿Quién es quién en las letras chilenas? 1978. godine.
Dopisni je član Čileanske akademije.

Romani:

- Iz daleka zauvijek, 1966. (6. izdanja, preveden na engleski)

- Između neba i tišine, 1974. (preveden na njemački, nagrada Grada Santiaga 1979.)

- Po moru na kraju svijeta 
Kratke priče:

- Simbad bez mora, 1985.

## Nagrade i priznanja
- nagrada grada Santiaga 1979. za roman Između neba i tišine